# UFC on ESPN: Ковингтон vs. Лоулер
UFC on ESPN: Covington vs. Lawler (также известный как  UFC on ESPN 5) — турнир по смешанным единоборствам, проведённый организацией Ultimate Fighting Championship 3 августа 2019 года на спортивной арене "Prudential Center" в городе Ньюарк, штат Нью-Джерси, США.
В главном бою вечера Колби Ковингтон победил Робби Лоулера единогласным решением судей.

## Результаты турнира
| Бой п/п                    | Весовая категория           | Участники и результат боя | Участники и результат боя | Участники и результат боя | Способ победы                                       | Раунд               | Время               | Прим.               |
| Главный кард (ESPN)        | Главный кард (ESPN)         | Главный кард (ESPN)       | Главный кард (ESPN)       | Главный кард (ESPN)       | Главный кард (ESPN)                                 | Главный кард (ESPN) | Главный кард (ESPN) | Главный кард (ESPN) |
| -------------------------- | --------------------------- | ------------------------- | ------------------------- | ------------------------- | --------------------------------------------------- | ------------------- | ------------------- | ------------------- |
| Бой 12                     | Полусредний вес             | Колби Ковингтон (#2)      | поб.                      | Робби Лоулер (#11)        | Единогласное решение (50–44, 50–45, 50–45)          | 5                   | 5:00                |                     |
| Бой 11                     | Лёгкий вес                  | Джим Миллер               | поб.                      | Клей Гвида                | Техническая сдача, удушающий приём (гильотина)      | 1                   | 0:58                |                     |
| Бой 10                     | Лёгкий вес                  | Насрат Хакпараст          | поб.                      | Хоаким Силва              | Нокаут (удары руками)                               | 2                   | 0:36                |                     |
| Бой 9                      | Средний вес                 | Джеральд Миршарт          | поб.                      | Тревин Джайлс             | Техническая сдача, удушающий приём (гильотина)      | 3                   | 1:49                |                     |
| Бой 8                      | Промежуточный вес (158 lbs) | Скотт Хольцман            | поб.                      | Дон Хьюн Ма               | Технический нокаут (остановка доктором)             | 2                   | 5:00                | (1)                 |
| Бой 7                      | Полутяжёлый вес             | Кеннеди Нзечукву          | поб.                      | Дарко Стошич              | Единогласное решение (29–26, 29–26, 28–27)          | 3                   | 5:00                | (2)                 |
| Предварительные бои (ESPN) |                             |                           |                           |                           |                                                     |                     |                     |                     |
| Бой 6                      | Полусредний вес             | Микки Галл                | поб.                      | Салим Туахри              | Единогласное решение (29–28, 29–28, 29–28)          | 3                   | 5:00                |                     |
| Бой 5                      | Жен. наилегчайший вес       | Антонина Шевченко (#15)   | поб.                      | Люси Пудилова             | Техническая сдача, удушающий приём (удушение сзади) | 2                   | 1:20                | Бой вечера          |
| Бой 4                      | Наилегчайший вес            | Мэтт Шнелл (#14)          | поб.                      | Джордан Эспиноза (#9)     | Сдача, удушающий приём (треугольник ногами)         | 1                   | 1:23                |                     |
| Бой 3                      | Жен. наилегчайший вес       | Лорен Мёрфи (#9)          | поб.                      | Мара Ромера Борелла (#10) | Технический нокаут (колени и локти)                 | 3                   | 1:46                |                     |
| Бой 2                      | Промежуточный вес (176 lbs) | Клаудио Силва             | поб.                      | Коул Уильямс              | Сдача, удушающий приём (удушение сзади)             | 1                   | 2:35                | (3)                 |
| Бой 1                      | Жен. наилегчайший вес       | Миранда Грэйнджер         | поб.                      | Ханна Голди               | Единогласное решение (30–27, 30–27, 30–27)          | 3                   | 5:00                |                     |

(1) Во время взвешивания Дон Хён Ма весил 158 фунтов, что на 2 фунта превышало допустимый предел для нетитульного боя в лёгком весе, равный 156 фунтов. Он был оштрафован на 20% своего гонорара, и его бой со Скоттом Хольцманом проводился в промежуточном весе.
(2) С Дарко Стошича снято 2 очка, одно во 2-м раунде и одно в 3-м раунде, за повторные удары в пах противника.
(3) Во время взвешивания Коул Уильямс весил 176 фунтов, что на 5 фунтов превышало допустимый предел для нетитульного боя в полусреднем весе, равный 171 фунт. Он был оштрафован на 30% своего гонорара, и его бой с Клаудио Силвой проводился в промежуточном весе.

## Награды
Следующие бойцы были удостоены денежного бонуса в $50,000:
- Бой вечера: Антонина Шевченко vs. Люси Пудилова
- Выступление вечера: Насрат Хакпараст, Мэтт Шнелл